# Amministrazione apostolica di Schwerin
L'amministrazione apostolica di Schwerin (in latino: Administratio Apostolica Sverinensis) è una sede soppressa della Chiesa cattolica.

## Territorio
L'amministrazione apostolica si estendeva nella parte settentrionale della Germania e comprendeva il Meclemburgo nella Repubblica Democratica Tedesca.
Sede dell'amministrazione era la città di Schwerin.

## Storia
L'amministrazione apostolica fu eretta da papa Paolo VI il 23 luglio 1973, con quella parte di territorio della diocesi di Osnabrück che si trovava nella Repubblica Democratica Tedesca.
Il 7 aprile 1994 cedette una porzione di territorio a vantaggio della diocesi di Hildesheim.
Fu soppressa il 24 ottobre 1994 in forza della bolla Omnium Christifidelium di papa Giovanni Paolo II e il suo territorio entrò a far parte della nuova arcidiocesi di Amburgo.

## Cronotassi dei vescovi
- Heinrich Theissing † (23 luglio 1973 - 5 dicembre 1987 dimesso)
- Theodor Hubrich † (23 novembre 1987 - 26 marzo 1992 deceduto)

## Statistiche
La diocesi nel 1990 contava 74.720 battezzati.
| anno | popolazione | popolazione | popolazione | presbiteri | presbiteri | presbiteri | presbiteri                | diaconi | religiosi | religiosi | parrocchie |
| anno | battezzati  | totale      | %           | numero     | secolari   | regolari   | battezzati per presbitero | diaconi | uomini    | donne     | parrocchie |
| ---- | ----------- | ----------- | ----------- | ---------- | ---------- | ---------- | ------------------------- | ------- | --------- | --------- | ---------- |
| 1980 | 88.222      | 1.370.000   | 6,4         | 76         | 9          | 85         | 1.037                     | 8       | 9         | 108       | 63         |
| 1990 | 74.720      | 1.423.500   | 5,2         | 60         | 4          | 64         | 1.167                     | 10      | 4         | 88        | 61         |